# 新潟県高等学校一覧
| 総数                        | 98校・4分校      |
| 国立                        | なし             |
| 公立                        | 82校・4分校      |
| 私立                        | 16校             |
| 教育委員会所在地            | 〒950-8570       |
| 新潟県新潟市中央区新光町4-1 |                  |
| 公式サイト                  | 新潟県教育委員会 |

新潟県高等学校一覧（にいがたけんこうとうがっこういちらん）とは、新潟県の高等学校・中等教育学校の一覧。
全日制課程の存在しない高等学校については、定時制は「○○高等学校｛定時制｝」通信制は「○○高等学校｛通信制｝」定時制・通信制共に存在する場合は、定時制表記で記載する。

## 県立高等学校
- 公立学校は全県学区である。

### 村上市
- 新潟県立村上高等学校
- 新潟県立村上桜ヶ丘高等学校
- 新潟県立荒川高等学校｛定時制｝

### 胎内市
- 新潟県立中条高等学校

### 新発田市
- 新潟県立新発田高等学校
- 新潟県立新発田商業高等学校
- 新潟県立新発田南高等学校
- 新潟県立西新発田高等学校｛定時制｝
- 新潟県立新発田農業高等学校

### 阿賀野市
- 新潟県立阿賀野高等学校

### 新潟市

#### 北区
- 新潟県立豊栄高等学校

#### 東区
- 新潟県立新潟東高等学校
- 新潟県立新潟北高等学校

#### 中央区
- 新潟県立新潟高等学校
- 新潟県立新潟中央高等学校
- 新潟県立新潟南高等学校
- 新潟県立新潟江南高等学校
- 新潟県立新潟商業高等学校

#### 江南区
- 新潟県立新潟向陽高等学校

#### 秋葉区
- 新潟県立新津高等学校
- 新潟県立新津工業高等学校
- 新潟県立新津南高等学校

#### 南区
- 新潟県立白根高等学校

#### 西区
- 新潟県立新潟西高等学校
- 新潟県立新潟工業高等学校
- 新潟県立新潟翠江高等学校｛定時制｝

#### 西蒲区
- 新潟県立巻高等学校
- 新潟県立巻総合高等学校

### 五泉市
- 新潟県立五泉高等学校
- 新潟県立村松高等学校

### 阿賀町
- 新潟県立阿賀黎明高等学校

### 加茂市
- 新潟県立加茂高等学校
- 新潟県立加茂農林高等学校

### 三条市
- 新潟県立三条高等学校
- 新潟県立三条東高等学校
- 新潟県立新潟県央工業高等学校
- 新潟県立三条商業高等学校

### 燕市
- 新潟県立吉田高等学校
- 新潟県立分水高等学校

### 出雲崎町
- 新潟県立出雲崎高等学校｛定時制｝

### 見附市
- 新潟県立見附高等学校

### 長岡市
- 新潟県立長岡高等学校
- 新潟県立長岡大手高等学校
- 新潟県立長岡向陵高等学校
- 新潟県立長岡明徳高等学校｛定時制｝
- 新潟県立長岡農業高等学校
- 新潟県立長岡工業高等学校
- 新潟県立長岡商業高等学校
- 新潟県立正徳館高等学校
- 新潟県立栃尾高等学校

### 小千谷市
- 新潟県立小千谷高等学校
- 新潟県立小千谷西高等学校

### 魚沼市
- 新潟県立堀之内高等学校｛定時制｝
- 新潟県立小出高等学校

### 十日町市
- 新潟県立十日町高等学校
- 新潟県立十日町総合高等学校
- 新潟県立松代高等学校

### 南魚沼市
- 新潟県立国際情報高等学校
- 新潟県立六日町高等学校
- 新潟県立八海高等学校
- 新潟県立塩沢商工高等学校

### 柏崎市
- 新潟県立柏崎高等学校
- 新潟県立柏崎工業高等学校
- 新潟県立柏崎常盤高等学校
- 新潟県立柏崎総合高等学校

### 上越市
- 新潟県立高田高等学校
- 新潟県立高田北城高等学校
- 新潟県立高田南城高等学校｛定時制｝
- 新潟県立高田農業高等学校
- 新潟県立上越総合技術高等学校
- 新潟県立高田商業高等学校
- 新潟県立久比岐高等学校
- 新潟県立有恒高等学校

### 妙高市
- 新潟県立新井高等学校

### 糸魚川市
- 新潟県立糸魚川高等学校
- 新潟県立糸魚川白嶺高等学校
- 新潟県立海洋高等学校

### 佐渡市
- 新潟県立佐渡高等学校
  - 新潟県立佐渡高等学校相川分校{定時制}
- 新潟県立羽茂高等学校
- 新潟県立佐渡総合高等学校

## 県立中等教育学校
- 新潟県立村上中等教育学校
- 新潟県立燕中等教育学校
- 新潟県立柏崎翔洋中等教育学校
- 新潟県立津南中等教育学校
- 新潟県立直江津中等教育学校
- 新潟県立佐渡中等教育学校

## 市立高等学校
- 新潟市立万代高等学校（2003年4月新潟市立沼垂高等学校から名称を変更）
- 新潟市立明鏡高等学校｛定時制｝

## 市立中等教育学校
- 新潟市立高志中等教育学校

## 私立高等学校

### 新潟市

#### 北区
- 敬和学園高等学校

#### 中央区
- 新潟第一高等学校
- 北越高等学校
- 東京学館新潟高等学校
- 新潟青陵高等学校
- 開志学園高等学校｛通信制｝
- 開志創造高等学校｛広域通信制｝

#### 江南区
- 新潟明訓高等学校

#### 西区
- 新潟清心女子高等学校
- 日本文理高等学校

### 新発田市
- 新発田中央高等学校

### 加茂市
- 加茂暁星高等学校

### 見附市
- 創進高等学校｛通信制｝

### 長岡市
- 長岡英智高等学校｛通信制｝
- 中越高等学校
- 帝京長岡高等学校

### 柏崎市
- 新潟産業大学附属高等学校

### 上越市
- 上越高等学校
- 関根学園高等学校

### 胎内市
- 開志国際高等学校